# Park Narodowy Iona
Park Narodowy Iona (port. Parque Nacional de lona) – największy i najstarszy park narodowy Angoli o powierzchni ponad 15 tysięcy km². Znajduje się w południowo-zachodniej części kraju, w prowincji Namibe, ok. 200 km na południe od miasta Moçâmedes.
Utworzony jeszcze za rządów portugalskich w 1937 rezerwat przyrody początkowo zapewniał znaczną ochronę wielu gatunkom zwierząt. W 1964 został przekształcony w pierwszy w okolicy park narodowy. Podczas wojny domowej trwającej od 1975 aż do 2002 został zaniedbany, także infrastrukturalnie, stając się miejscem działalności kłusowników. Od 2002 roku prowadzone są działania odbudowujące ochronę Iony, a także przeciwdziałające kłusownictwu. Park znany jest z wielu unikalnych gatunków flory, formacji skalnych i wydm przy brzegu Oceanu Atlantyckiego. Wśród najważniejszych chronionych gatunków znajdują się: skocznik antylopi, kudu małe i wielkie, struś czerwonoskóry, oryks i prawdopodobnie gepard.